# S-Bahn Stuttgart
O S-Bahn Stuttgart é um sistema de trens urbanos que serve a cidade alemã de Estugarda.